# U-2523
U-2523 je bila nemška vojaška podmornica Kriegsmarine, ki je bila dejavna med drugo svetovno vojno.

## Zgodovina
Podmornica je bila potopljena 17. januarja 1945 v ladjedelnici Blohm & Voss v Hamburgu med zavezniškim letalskim napadom. Po vojni so razbitino dvignili in jo razrezali.

## Poveljniki
| Poveljniki |                                   |                      |                                     |
| Št.        | Čin                               | Ime                  | Poveljstvo                          |
| 1.         | Kapitanporočnik (Kapitänleutnant) | Hans-Heinrich Ketels | 26. december 1944 - 17. januar 1945 |

## Tehnični podatki
| Kategorije                                    | Podatki           |
| --------------------------------------------- | ----------------- |
| Teža (t): na površju pod površjem polna Teža  | 1.621 1.819 2.100 |
| Dolžina (m) - tlačni trup (m)                 | 76,70 - 60,50     |
| Širina (m) - tlačni trup (m)                  | 8,00 - 5,3        |
| Izpodriv (m)                                  | 6,32              |
| Višina (m)                                    | 11,30             |
| Moč (hp): na površju pod podvršjem            | 4.000 4.400       |
| Hitrost (vozlov): na površju pod podvršjem    | 15,6 17,2         |
| Doseg (milja/vozel): na površju pod podvršjem | 15.500/10 340/5   |
| Torpeda/Torpedne cevi                         | 23/6 (na premcu)  |
| Mine                                          | 12 TMC            |
| Posadka                                       | 57-60             |
| Maksimalni potop (m)                          | 280               |